# M.I.L.F. $
"M.I.L.F. $" (pronunciado "MILF Money) é uma canção gravada pela cantora estadunidense Fergie para o seu segundo álbum de estúdio, Double Dutchess. Foi produzida por Polow da Don e lançada como o segundo single após "L.A. Love (La La)" em 1 de julho de 2016 pela Interscope Records e will.i.am Music Group. 

M.I.L.F. $ contém interpolações da canção "Bad Bitch (Remix)" interpretada pelo rapper Webbie.

## Composição
Fergie foi inspirada a escrever a música após o nascimento de seu filho, Axl.  "M.I.L.F. $" foi escrito por Fergie, Polow da Don, Jocelyn Donald e Jonathan Solone Myvett.

““Isto é, definitivamente, para empoderar as mães a se divertirem. Ser mãe e ter uma carreira, cuidar de si mesma e ainda ser capaz de ser sedutora e divertida e um pouco danadinha, às vezes, não há nada de errado com isso. A sociedade tenta ditar as mães o que devem e não devem ser, e isso é apenas um pouco de liberdade para se divertir empurrando um pouco esses limites. Eu poderia fazer isso um pouco mais do que as outras, mas estou sendo quem eu sou, tudo é feito com um sorriso e uma piscada… Eu sempre coloquei um pouco de graça mesmo sendo sexy."

Fergie falando sobre o conceito do clipe

## Videoclipe
O video musical de "M.I.L.F. $" foi conceitualizado por Fergie e filmado com o diretor Colin Tilley em Los Angeles.  Situado em uma cidade de cor de doces chamada "Milfville", apresenta Fergie com um grupo de mães famosas, incluindo Ciara, Chrissy Teigen, Alessandra Ambrosio, Kim Kardashian, Gemma Ward, Tara Lynn, Devon Aoki, Angela Lindvall, Isabeli Fontana, Amber Valletta e Natasha Poly como donas de casa da década de 1950 vestidas com lingerie.
Mais tarde, no vídeo, Fergie é exibida com um garçom em uma loja de refrigerantes e ensinando uma sala de aula cheia de adolescentes barulhentos e tomando banho em uma banheira cheia de leite. O vídeo termina com várias mães atirando a sua própria "Quer leite?". Os modelos masculinos Jon Kortajarena e Jordan Barrett aparecem como leiteiro e barman, respectivamente. A filha de Ambrosio, Anja e a filha de Teigen, também aparecem no videoclipe.
No vídeo, o caminhão do leiteiro diz "Milfman - Mães que eu gostaria de seguir". Fergie disse: "Alterar o acrônimo ("MILF: Mães que eu gostaria de foder)" às mães que eu gostaria de seguir é sobre capacitar as mulheres que fazem tudo. Elas têm uma carreira, uma família e ainda acham um tempo, para cuidar de si mesmas e se sentirem sexy. Com uma piscadela, é claro ". O video estreou on-line em Vevo em 1 de julho de 2016.  Até agosto de 2017, o vídeo atingiu mais de 190 milhões de visualizações.

## Faixas e formatos
| Download digital |              |         |  |
| N.º              | Título       | Duração |  |
| 1.               | "M.I.L.F. $" | 2:42    |  |

| Remix EP |                                   |         |  |
| N.º      | Título                            | Duração |  |
| 1.       | "M.I.L.F. $ (Dave Audé Remix)"    | 3:26    |  |
| 2.       | "M.I.L.F. $ (Polow da Don Remix)" | 2:53    |  |
| 3.       | "M.I.L.F. $ (Slushii Remix)"      | 3:23    |  |
| 4.       | "M.I.L.F. $ (Nick Talos Remix)"   | 2:39    |  |
| 5.       | "M.I.L.F. $ (Suspect 44 Remix)"   | 3:44    |  |
| 6.       | "M.I.L.F. $ (Jodie Harsh Remix)"  | 3:07    |  |